# 천상병시문학상
천상병시문학상은 천상병시인기념사업회가 주관하는 문학상이다. 천상병 예술제 기간에 시상한다. 문단입문 10년 이상의 경력과 최근 1년간 시집발간으로 왕성하게 활동하고 있는 시인을 대상으로 했으며, 1차 15명의 후보작품을 심사하여 두 작품으로 압축 2차 심의에서 최종 결정한다.

## 역대 수상 작품
- 2003년 1회 문정희 <오라, 거짓 사랑아>
- 2004년 2회 박명용 <낯선 만년필로 글을 쓰다가>
- 2005년 3회 이태수 <이슬방울 또는 얼음꽃>
- 2006년 4회 홍신선 <박운><우연을 점 찍다>등 4편[1]
- 2007년 5회 이해인 <작은 위로>[2]
- 2008년 6회 문효치 <계백의 칼>
- 2009년 7회 김우종 <그 겨울의 날개>
- 8회 김유선 <빈집>
- 9회 김선우 <내 몸속에 잠든 이 누구신가>
- 10회 길상호 <모르는 척>
- 11회 박철
- 2010년 12회 송경동
- 2011년 13회 박남준 <그 아저씨네 간이 휴게실 아래>
- 2012년 14회 난징 대학살, 아우슈비츠, 이라크 전쟁, 5·18 광주, 9·11 테러, 아프간 전쟁, 아프리카 종족분쟁을 시의 언어로 표현한 정한용 <유령들>[3]
- 2013년 15회 진은영 <훔쳐가는 노래>
- 2014년 16회 시집 전체를 관류하고 있는 비애의 정신을 역설과 반어를 통해 명랑의 정신으로 무애(无涯)하게 승화시킨 최명란 <명랑생각>[4]
- 2015년 17회 소강석 <어느 모자의 초상>
- 2016년 18회 고영 <딸꾹질의 사이학> 이승하 <감시와 처벌의 나날>
- 2017년 19회 박지웅 <빈 손가락에 나비가 앉았다>